# David e Betsabea
David e Betsabea (titolo orig. David and Bathsheba) è un film epico in Technicolor del 1951, diretto da Henry King. Prodotto da Darryl F. Zanuck, con la sceneggiatura di Philip Dunne e la fotografia di Leon Shamroy.

## Trama
David ben Iesse (i.e., figlio di Iesse), il secondo re d'Israele, torna a Gerusalemme dopo una vittoria militare sui Filistei. Durante il tragitto, un carro con l'Arca dell'Alleanza rischia di capovolgersi. Uzzà, un capitano dell'esercito di Davide, tenta di impedire la caduta dell'Arca e muore improvvisamente toccandola. Mentre il profeta Natan dichiara che si tratta della volontà di Dio, uno scettico Davide afferma che si tratta di cause naturali. Davide è attratto da Betsabea, moglie del suo capitano Uria l'Ittita.
L'attrazione è reciproca, sebbene entrambi sappiano che una relazione traditrice violerebbe la legge di Mosè. Quando Betsabea rimane incinta, Davide manda a chiamare Uria, sperando che il tempo trascorso con Betsabea possa nascondere la gravidanza di lei. La moglie di Davide, Michal, a conoscenza della relazione, dice a Davide che Uria non è tornato a casa; ha dormito al castello, in segno di lealtà al suo re. Davide ordina a Uria di andare in prima linea mentre ritira le sue truppe, lasciandolo morire. Davide manda a Betsabea la notizia della morte del marito e i due progettano il loro matrimonio.
Natan informa Davide che gli Israeliti sono insoddisfatti della sua leadership; vogliono che siano i figli di Davide a governare. Natan dice che Davide ha dimenticato di essere il servo del Signore. Poco dopo che Davide ha sposato Betsabea, una siccità colpisce Israele e il figlio neonato della coppia muore. Natan torna per dire a Davide che Dio è scontento di lui. Tuttavia, non morirà come prevede la legge, ma sarà punito con la sventura familiare. Davide si assume la piena responsabilità, insistendo sul fatto che Betsabea è innocente, ma il popolo la vuole uccisa. Davide progetta di salvare Betsabea, ma lei gli dice che sono entrambi colpevoli allo stesso modo.
Davide si ricorda del Signore e cita il Salmo 23 mentre suona l'arpa. Davide dice a Betsabea che non morirà; accetta la giustizia di Dio per sé. Davide, pentito, in cerca di sollievo dalla siccità e di perdono, entra nel Sancta Sanctorum, dove viene custodita l'Arca. Implora Dio di non punire Israele per i suoi peccati. Davide tocca l'Arca in un tentativo di suicidio. Si sente un tuono, seguito dal flashback della giovinezza di Davide, che rivede la sua unzione da parte del profeta Samuele, con la profezia di diventare re d'Israele avveratasi dopo il suo scontro col gigante Golia. Le sue preghiere sono accolte dall'Onnipotente, che manda finalmente una pioggia provvidenziale e salvifica su Israele.

## Produzione
La prima versione della sceneggiatura fu rifiutata dalla censura nella prima metà del 1950 per la scabrosità di certi dettagli riguardanti l'adulterio consumato da David e Betsabea, perché la loro relazione adulterina non era sufficientemente punita, e per il cinismo del personaggio di David nei confronti della religione. La versione definitiva fu approvata alla fine dello stesso mese. Per contribuire al lancio pubblicitario del film, l'attrice Susan Hayward lasciò il 10 agosto 1951 le proprie impronte nel cemento del Grauman's Chinese Theatre. Alcuni esponenti della Chiesa di Cristo organizzarono un picchetto davanti a un cinema di Los Angeles per protestare contro alcuni aspetti del film che ritenevano irriverenti verso la religione e accusarono l'attore Gregory Peck e lo sceneggiatore Philip Dunne di essere due noti comunisti. Il film ottenne un clamoroso successo di cassetta. Gregory Peck e Susan Hayward tornarono a far coppia l'anno seguente, nuovamente diretti da Henry King, nel film Le nevi del Chilimangiaro, ispirato a un racconto di Ernest Hemingway.

## Distribuzione
Fu distribuito in home video come Davide e Betsabea.

## Critica
(Vice, La Stampa, 13 aprile 1952)
(Vice, l'Unità, 13 aprile 1952)